# 오마르 (영화)
《오마르》(아랍어: عمر)는 2013년 공개된 팔레스타인의 영화이다.

## 출연

### 주연
- 아담 바크리
- 림 루바니
- 왈리드 주에이터
- 이야드 후라니
- 에삼 아부 아베드

### 조연
- 유세프 조 스웨이드
- 이하브 야달라
- 데이비드 거슨
- 타릭 코프티

## 기타
- 프로듀서: 하니 아부 아사드
- 프로듀서: 왈리드 주에이터
- 음향: 도미닉 슐라이어
- 미술: 요엘 허즈버그
- 특수효과: 피니 클라비르
- 시각효과: 장-미쉘 부빌
- 의상: 하마다 아탈라